# Geopora sepulta
Geopora sepulta är en svampart som först beskrevs av Elias Fries, och fick sitt nu gällande namn av Korf & Burds. 1968. Geopora sepulta ingår i släktet Geopora och familjen Pyronemataceae.   Inga underarter finns listade i Catalogue of Life.